# نبرد (فیلم ۲۰۰۰)
نبرد (به هندی: Jung) یا جنگ فیلمی محصول سال ۲۰۰۰ و به کارگردانی سانجی گوپتا است. در این فیلم بازیگرانی همچون سانجی دات، جکی شروف، آدیتای پانچولی، راوینا تاندون، شیلپا شتی، سراب شوکلا ایفای نقش کرده‌اند.  